# Конверс (Луїзіана)
Конверс (англ. Converse) — селище (англ. village) в США, в окрузі Сабін штату Луїзіана. Населення — 379 осіб (2020).

## Географія
Конверс розташований за координатами 31°46′46″ пн. ш. 93°42′0″ зх. д. / 31.77944° пн. ш. 93.70000° зх. д. (31.779538, -93.700130).  За даними Бюро перепису населення США в 2010 році селище мало площу 5,65 км², уся площа — суходіл.

### Клімат
| Клімат : Конверс      | Клімат : Конверс | Клімат : Конверс | Клімат : Конверс | Клімат : Конверс | Клімат : Конверс | Клімат : Конверс | Клімат : Конверс | Клімат : Конверс | Клімат : Конверс | Клімат : Конверс | Клімат : Конверс | Клімат : Конверс | Клімат : Конверс |
| Показник              | Січ.             | Лют.             | Бер.             | Квіт.            | Трав.            | Черв.            | Лип.             | Серп.            | Вер.             | Жовт.            | Лист.            | Груд.            | Рік              |
| Середній максимум, °C | 13,9             | 16,7             | 20,6             | 24,4             | 28,3             | 31,7             | 33,9             | 33,9             | 31,1             | 26,1             | 20,0             | 15,0             | 24,4             |
| Середній мінімум, °C  | 1,7              | 3,3              | 7,2              | 10,6             | 15,6             | 19,4             | 21,1             | 20,0             | 17,2             | 10,6             | 6,1              | 2,2              | 11,1             |
| Норма опадів, мм      | 119              | 117              | 124              | 107              | 142              | 107              | 89               | 61               | 97               | 104              | 104              | 132              | 1300             |
| --------------------- | ---------------- | ---------------- | ---------------- | ---------------- | ---------------- | ---------------- | ---------------- | ---------------- | ---------------- | ---------------- | ---------------- | ---------------- | ---------------- |
| Джерело: Weatherbase  |                  |                  |                  |                  |                  |                  |                  |                  |                  |                  |                  |                  |                  |

## Демографія
Згідно з переписом 2010 року, у селищі мешкало 440 осіб у 166 домогосподарствах у складі 125 родин. Густота населення становила 78 осіб/км².  Було 196 помешкань (35/км²).
Расовий склад населення:
| - 80,0 % — білих - 10,0 % — корінних американців - 3,4 % — чорних або афроамериканців |

До двох чи більше рас належало 6,1 %. Частка іспаномовних становила 3,0 % від усіх жителів.
За віковим діапазоном населення розподілялося таким чином: 29,3 % — особи молодші 18 років, 53,9 % — особи у віці 18—64 років, 16,8 % — особи у віці 65 років та старші. Медіана віку мешканця становила 32,3 року. На 100 осіб жіночої статі у селищі припадало 94,7 чоловіків;  на 100 жінок у віці від 18 років та старших — 86,2 чоловіків також старших 18 років.
Середній дохід на одне домашнє господарство  становив 48 538 доларів США (медіана — 24 750), а середній дохід на одну сім'ю — 66 837 доларів (медіана — 44 375). За межею бідності перебувало 17,5 % осіб, у тому числі 15,5 % дітей у віці до 18 років та 30,6 % осіб у віці 65 років та старших.
Цивільне працевлаштоване населення становило 168 осіб. Основні галузі зайнятості: транспорт — 13,7 %, освіта, охорона здоров'я та соціальна допомога — 13,1 %, сільське господарство, лісництво, риболовля — 13,1 %.